# К-19
„К-19“ (на английски: K-19: The Widowmaker) е исторически филм от 2002 г., режисиран и продуциран от Катрин Бигълоу, по сценарий на Кристофър Кайл. Във филма участват Харисън Форд и Лиъм Нийсън.